# Hiroo
Hiroo (広尾町?) è una cittadina giapponese della prefettura di Hokkaidō.